# Fonte Longa (Carrazeda de Ansiães)
Fonte Longa is een plaats (freguesia) in de Portugese gemeente Carrazeda de Ansiães en telt 355 inwoners (2001).